# Roverchiara
Roverchiara là một đô thị ở tỉnh Verona trong vùng Veneto của Ý, có cự ly khoảng 90 km về phía tây của Venice và khoảng 30 km về phía đông nam của Verona. Tại thời điểm ngày 31 tháng 12 năm 2004, đô thị này có dân số 2.685 người và diện tích là 19,8 km².
Đô thị Roverchiara có các frazione (đơn vị trực thuộc) Roverchiaretta.
Roverchiara giáp các đô thị: Albaredo d'Adige, Angiari, Bonavigo, Isola Rizza, Ronco all'Adige và San Pietro di Morubio.